# Canada Post
Canada Post Corporation, eller enbart Canada Post (franska: Société canadienne des postes, eller bara Postes Canada), är det kanadensiska postverket. Det grundades 1867 som Royal Mail Canada, innan namnet ändrades under sent 1960-tal. Den 16 oktober 1981 avskaffades Kanadas postdepartement, och Canada Post Corporation blev ett statligt företag.
2004 fick nästan 843 000 personer ute på landsbygden i Kanada sin post via företaget.

### Fotnoter
1. ↑  hämtat från: nederländskspråkiga Wikipedia.[källa från Wikidata]
2. ↑  Randall Denley (3 maj 2008). ”Canada Post set to deliver fatal blow to rural mail service”. The Ottawa Citizen. Arkiverad från originalet den 14 februari 2009. https://web.archive.org/web/20090214123658/http://www2.canada.com/ottawacitizen/news/story.html?id=d75f323a-337c-4ee2-babf-6da5db2bab95. Läst 17 februari 2009.